# 飛天かずひこ
飛天 かずひこ（ひだか かずひこ、1978年9月18日 - ）は、日本の元プロボクサー。本名は日髙 和彦（読み同じ）。宮崎県北諸県郡山田町（現・都城市）出身。第29代OPBF東洋太平洋ウェルター級王者。第26代OPBF東洋太平洋スーパーウェルター級王者。野口ボクシングジム所属。2009年2月にリングネームを本名から現在のものへと改めた。

## 来歴
幼少からサッカーを始め、アビスパ福岡にスカウトされた経験を持つが、身体障害を持つ姉を守ることができるのは自分しかいないと考えボクシングを始める。
さくまあきらと親交を持ち、桃太郎電鉄のスペシャルサンクスに名を連ねたことがある。
1996年7月21日、都城レオスポーツジムからウェルター級でプロデビュー。3RTKO判定で勝利。その後豊住徳太郎を含む6連勝で西部日本新人王に輝くも怪我で全日本新人王決定戦に出場できず。その後移籍。
1999年4月10日、新日本木村ボクシングジムに移籍し、B級ウェルター級トーナメントに出場。初戦を2RKOで飾るも、次戦で敗れ7連勝でストップ。その次の試合で勝利するが再度移籍。
2000年7月6日、殿台赤城ボクシングジムに移籍の初戦を2RKOで勝利し、A級ウェルター級トーナメントに出場し小林秀一に勝利するも10月20日の決勝戦で佐々木基樹に敗れた。その後、新日本木村に復帰
2002年11月1日、A級ウェルター級トーナメント決勝戦で同郷の大曲輝斎に2RKO負けを喫した。
2003年6月9日、移籍初戦中野吉郎を10R判定で下し、10月7日に金山俊治の持つ日本スーパーウェルター級王座に挑戦。8RKOで敗れ戴冠ならず。
2004年8月21日、丸元大成・永瀬輝男を下し、B:Tight!ウェルター級決勝戦に進出。笠木康人を1RTKOで下し優勝を収めた。
2005年3月19日、レブ・サンティリャンの持つ東洋太平洋ウェルター級王座に挑戦。4RTKOで下し戴冠。後のPABAウェルター級・WBF世界同級王者ドンドン・スルタンを7RKOに下し1度防衛の後、ロサンゼルスでマック・クリハラの指導受けたが12月3日サンティリャンとの再戦で8RKOで敗れ失冠した。
2006年7月3日、復帰戦を松元慎介と行い2RTKOで勝利するも、レフェリーが試合終了を告げているのに加撃しJBCから厳重戒告処分を受けた。
2007年10月29日、クレイジー・キムの返上により空位となった東洋太平洋スーパーウェルター級王座決定戦を野中悠樹と争い、10R判定勝ちで王者となった。
2008年4月22日、初防衛戦に柴田明雄を迎え、7RKO勝ちで防衛に成功。
2008年11月15日、丸元大成を4RKOで下し2度目の防衛に成功。
2009年6月20日、後楽園ホールでのダイナミックグローブ、3度目の防衛戦で野中悠樹と再戦し、0-3の8R負傷判定負けで王座を失った。
2011年8月、自身のブログで引退を宣言。
2012年、野口ボクシングジムに移籍して復帰。
7月11日、復帰第1戦として長島謙吾（キックボクサー長島☆自演乙☆雄一郎の弟で、同音異字の長嶋建吾とは別人）と6回戦を戦い、判定勝利。6回戦でありながらジョナタン・バァト vs 和氣慎吾などの8回戦を差し置いてメインとして行われた。
11月16日、復帰後初の8回戦として元インドネシア王者のドウィ・アメックスと対戦し、4回KO勝利。
2013年4月12日、後楽園ホールでインドネシアスーパーウェルター級王者アデ・アルフォンスと8回戦で対戦し、2回1分25秒KO勝ちを収めた。
2013年7月12日、後楽園ホールで日本ミドル級8位の西田光と対戦し、8回0-3（76-77、75-76、75-76）で判定負けを喫した。
2013年11月15日、後楽園ホールで齋藤志朗と対戦し、7回2分35秒TKO勝ちを収め、再起に成功した。
2014年、自身のフェイスブックで引退を表明した。
2019年4月8日、東京・高田馬場駅近くに『RAB BOXING GYM』をオープンさせた。

## 獲得タイトル
- 第1回B:Tight!ウェルター級優勝
- 第29代OPBF東洋太平洋ウェルター級王座（防衛1度）
- 第26代OPBF東洋太平洋スーパーウェルター級王座（防衛2度）